# Radó Antal műveinek listája
Az alábbi részletes lista Radó Antal (1862–1944) magyar költő és műfordító műveit tartalmazza időrendben.

### Folyóiratcikkek
(A felsorolás az akkori helyesírást alkalmazza, és nem teljes körű.)
Az 1880-as évek kezdetétől fogva számos dolgozatot tett közzé napilapokban és folyóiratokban, sok elbeszélést is, de főleg irodalmi ismertetéseket, bírálatokat, tanulmányokat. Cikkei, műfordításai, költeményei többek közt a következő hirlapokban, folyóiratokban és évkönyvekben jelentek meg: Pesti Hirlap (1881. 164., 167. Petőfi olasz fordítói, 1882. 1. sz. Cassone József, Petőfi olasz fordítója, 1884. 55. Nápolyi séták, 82. Egy olasz népszínmű: Giovanni Verga, Cavalleria rusticana, 116, 138. Turini levelek, 185. Kossuthnál, 330. Adalékok nápolyi András magyar herczeg történetéhez, 354. Karácsony Rómában, 1885. 60. Az olasz hirlapirodalom, 100–102. Német Petőfi-fordítások, 1887. 326. Sully Prudhomme, Törött virágcserép, költ., 1896. 212. Két olasz népdráma: Verga «Lupa» és «In Portineria»; ezenkívül számos tárca elbeszélés 1882-től fogva: január 8., jan. 26., febr. 11., febr. 18., okt. 30., nov. 12., nov. 18., novemb. 22., decz. 2., decz. 9. stb.); Fővárosi Lapok (1881. Egy nagy költő szenvedései: Tasso, 1883. 297. Goldoni, szobrának leleplezése alkalmából, 1884. 75. Egy olasz ujságírónő: Matilde Serao, 1887. Lamartine, Osz, 1889. Leopardi két költem., 1890. Leconte de Lisle, költem., Sully-Prudhomme költ., 1893. Ariosto, Zerbin halála); Budapesti Szemle (1881. Egy új Petőfi-fordító: Bolla, 1883. Olasz források Magyarországról, 1889. Leopardi költ., 1891. Longfellow költ., Ariosto, Bradamant panasza. 1895. Ada Negri, 1896. Metastasio és Parini, 1897. Sully-Prudhomme, Aggódás, költemény; névtelen vagy álnevű birálatok); Koszorú (1881. Egy új olasz Petőfi-fordító, Cassone Petőfi-fordításai, 1882. Századunk olasz lyrája, Őseink egy olasz regénybe, 1883. Petőfi egy olasz költő dalában: Aleardi szobrának leleplezése alkalmából, 1884. Giovanni Verga, egy olasz regényíró, Carducci, 1885. Könyvismertetések és drámabírálatok); Kisfaludy-Társaság Évlapjai (Uj F. 1882. Lara, Lord Byrontól, 40 aranynyal jutalmazott műfordítás, XXX. 1896. Egy új olasz költőnő, székfoglaló, XXXV. 1902. A nemzeti szellem Dantéban, XXXIX. 1905. Biráló jelentés a Széher Árpád-jutalom ügyében); Magyarország és a Nagyvilág (1879. jún. A földi út, versford., 1880. Velenczéből, 1885. Könyvism.); Képes Családi Lapok (1882., 1890. költ. Giusti József stb. után és ered.); Ung. Revue (1881. jún. Petőfi in Italien); a Pester Journal-ba írt tárcái közül megemlítendő a Jókai als Held einer Volksdichtung cz., Mikszáth verséről írt és annak részben fordítását közlő czikk 1882. febr. 15.); Nemzet (1883. okt. 29. Egy olasz Hans Sachs, decz. 1. Teatro Nazinale, 1884. 236. Az olasz veristák, jan. 21. A legújabb ásatások a forum Romanorumon, 1885. április 13. Dante lyrája, 349. Pindaros, Orchomenosi Asopichosra, 1890. 353. Lermontov két dala); Magyar Bazár (1885. Porpertius, Temetémes, költ.); Egyetemes Philológiai Közlöny (VI. 1882. Manzoni, Május ötödike, ford., Leopardi, Italiához, ford., 1883. Petrarca két dala, ford., Négy szonett Petrarcából, Finn népdalok, ford., 1885. Petrarca Afrikája, Lucretius: De rerum natura I. 271–294. A szélvész, ford., 1886. Szent Péter és a hegedős, ó-franczia fabliau, ford., Alexandriunus és Zrinyi-sor); Ország-Világ (1885. A Zrinyiász modernizálása, 1886. Milli Giuseppina költ., 1887. Lamartine, A tó, költ., 1899–1900. költ., Ada Negri sat. után); Budapesti Hirlap (1885. 282. Coppée Petőfi-fordításai, 1886. 246. Musset A., Ninonhoz, költ., Coppée, A vándor, 1887. 323–325. Olaszok a magyar szabadságharczban, 1888. 174. Coppée, A hajótörött, költ., 342. Coppée, Az áldás); Vasárnapi Ujság (1888. Bourget P., Találkozás, költem., 1890. Tennyson, Lord Burleigh, költ., 1891., 1897. Musset, költem., 1905. Ifjabb Vojtina levele öcscséhez); Magyar Szemle (1889. Musset Alfred, költem. 1890. Longfellow, költem., 1891. A legújabb franczia lyráról, 1893. Vers- és zeneköltő, 1897. Sully-Prudhomme, A Danaidák, költ.); A Hét (1890. Musset költem., 1891. White költ., Bourget költ., Campoamor költ., Leconte de Lisle költ., Musset A., Lucie, költ. 1892. Annie Vivanti, Ugy el fáradtam, fordít.); Magyar Nyelvőr (1884. Kazinczy idegenszerűségei, 1890., 1893. Rokonértelmű szók, 1896. A keresztnevek fordítása); Magyar Szalon (1884. nov. Jenő diák, dramolett, 1891. Shelley költ., Nikitin költ., Ariosto, Olimpia, az Orjöngő Lorántból, 1892. Annie Vivanti); Az Élet (1892. Annie Vivanti, Találkozás, költ.); M. Dekameron (I. sor. IV. köt.: «Ut vagy ut»); Dunántúli Képes Naptár (1892. Dal); M. Geniusz (1892. Annie Vivanti, költ., Aut-aut, 1893. Ariosto költ.); Tanulók Lapja (1895. Hugó Victor költ.); M. Hirlap (1895. 280. Szarvas Gábor, 1896. 339. A szombathelyi ünnep); az Izr. M. Irod. Társaság Évkönyve (1895. József éf Putifárné története a Sahnáméban, 1901. Alfieri «Saul»-jából. V. felv.); Pesti Napló (1882. Byron Kalóz-a I–X., 1899. 176. Annie Vivanti); Budapesti Napló (1900. 354. Carducci költ. ford., 1901. 135. Krülow, Az elefánt és a mopsz, költem., 148. Grün költ.; 271. Bequer Gustavo, Tünődés, költem., 338. Moore, Az estharang, költ.); Athenaeum (1901. A nemzeti szellem Danteban); Uj Magyar Szemle (1900. D'Annunzio). Írt számos német tárczát (Pester Journal, Budapester Tagblatt, Pester Lloyd), valamint olasznyelvű czikkeket is, főleg 1895–96-ban (Nuova Antologia, Illustrazione Italiana, Fanfulla della Domenica), jobbára a magyar irodalmat ismertetve; egy Mikszáth-novellát (Két major szegénye) és egy Jókai-beszélyt (Őrült Johanna) is lefordított olaszra, előbbit a Rassegnaba, utóbbit a La lega della Democraziaba (1880). Szerkesztette a Szépirodalmi Gyorsírót 1881., a Magyar Ifjúságot 1888. szept. 2-től, 1889. aug. 18-ig.

### Könyvfejezetek
A Pallas Nagy Lexikonában olasz irodalmi cikkeket írt; a Beöthy Zsolt-féle Magyar Irodalomtörténetbe ő írta a magyar műfordításokról, a Heinrich Gusztáv-féle Egyetemes irodalomtörténetben az olasz irodalomról szóló részt.
Írásai, tanulmányai, versei, műfordításai jelentek meg a következő művekben továbbá:
- Babérerdő. A magyar költészet java termékeiből – Segédkönyvül a magyar irodalomtörténet oktatásához. Budapest, 1905.[1]
- Uj szavalókönyv. Budapest, 1906.[2]
- Ünnepi versek. Szavalókönyv iskolai ünnepélyekre alkalmas költemények gyüjteménye. Budapest, 1907.[3]
- Emlékkönyv Beöthy Zsolt születésének hatvanadik fordulójára. Budapest, 1908.[4]
- Emlékkönyv Alexander Bernát hatvanadik születése napjára. Budapest, 1910.[5]
- A magyar költészet kincsesháza. A magyar költészet történetének, a verstannak, a költői műfajok elméletének ismertetése kapcsán műfajok szerint csoportosítva. Budapest, 1912.[6]
- Válogatott költői olvasmányok. A költők rövid életrajzával. Zalaegerszeg, 1912.[7]
- Ünnepi versek. Szavalókönyv iskolai ünnepélyekre alkalmas költemények gyüjteménye. Budapest, 1914.[8]
- A magyar nemzet története a költők dalaiban. Budapest, 1915.[9]
- Háborús antológia. Budapest, 1916 (Bibliotheca vitae. Az élet könyvei)[10]
- Háborus versek könyve. Magyar költők 1914–15-ben. Budapest, 1916.[11]
- Mai magyar költők. Gyüjtemény napjaink magyar költészetének lírai terméséből. Budapest, 1924.[12]
- Szavalókönyv. A tanuló ifjúság számára. Komárom, 1925.[13]
- Kincsesház. Szavalókönyv a magyar ifjuság számára. Miskolc, 1927.[14]
- Nagymagyarországért! Legszebb hazafias költemények gyüjteménye 1918–1926. Szavalókönyv iskolai és magánhasználatra. Debrecen, 1927.[15]
- Magyar költők I–II. Szemelvények hétszáz esztendő dalterméséből. Budapest, 1928.[16]
- Ismeretterjesztő előadások I–II. Miskolc, 1929.[17]
- Rákosi Jenő élete és művei. Budapest, 1930.[18]
- Mai Magyar Múzsa 1930. Budapest, 1930.[19]
- A százéves Kisfaludy-Társaság (1836–1936). Budapest, 1936.[20]
- Egyetemes szavalókönyv. Új Nagymagyarországért! Válogatott hazafias, vallásos és vegyes költemények gyüjteménye 1918–1936 – Legújabb ének- és zeneszámok jegyzékével/Iskolai és magánhasználatra. Debrecen, 1936.[21]
- Visszhang. Irodalmunk nagyjai a költészet tükrében. Budapest, 1944.[22]

Több évfolyamos sorozatok, újságok:
- A Budapesti Ujságirók Egyesülete Almanachja[23]
- Aurora. A Kisfaludy-Társaság Almanachja[24]
- Hölgyek Naptára[25]
- Ararát – Magyar zsidó évkönyv[26]
- Uj magyar lant. Egy-, két-, három- és négyszólamu énekek gyüjteménye polgári és felsőbb leányiskolák, leánygimnáziumok és tanitóképző-intézetek számára/Polgári és felsőbb leányiskolák és leánygimnáziumok harmadik és negyedik osztálya számára[27]
- Magyar Nyelv[28]
- Magyar Nyelvőr[29]
- Magyar Lányok[30]
- Irodalomtörténeti Közlemények[31]
- Magyarosan[32]
- A Pesti Hirlap Nagy Naptára[33]
- Budapesti Szemle[34]
- Uj Idők[35]

### Szerkesztett könyvsorozatok
Radó Antal két nevezetes, 20. század eleji magyar könyvsorozatot is szerkesztett egyéb munkái mellett. Ez volt a Magyar Könyvtár (1897-től) és a Remekírók Képes Könyvtára (1901-től). Fábián Béla és Almási Antal mellett egyike volt a 3 kötetes Franklin kézi lexikona (Budapest, 1911–1912) szerkesztőinek.

### Szerkesztett könyvek
- Költők Albuma. Jelenkori magyar költők verseiből. Budapest, 1890 (Ugyanaz. Emlékkiadás. Budapest, 1890., 4-rét.; 4. módosított és bőv. kiadás 35 fénynyomatú képpel, 5. módos. és bőv. kiadás. Budapest, 1904. Ism. M. Állam 1898. 279., P. Lloyd 308., Budapesti Napló 349., Tájékoztató Új F. 2. sz., M. Szemle 1899. 3. sz., Budap. Hirlap 4. sz.).
- Újabb nemzeti dalkönyvecske. Jelenkori magyar költők verseiből összeállítva. Budapest, 1890 (2. módosított és bőv. kiadás. Budapest, 1897)
- Shakspere: Coriolanus. Ford. Petőfi Sándor. Bevezetéssel és jegyzetekkel ellátta Radó Antal. Budapest, 1900 (Magyar Könyvtár 179., 180.)
- Vezércsillagok. Velős mondatok és költői gondolatok hazai és külföldi remekírók műveiből. Budapest, 1901 (4. jav. és bőv. kiadás).
- Faludi Ferencz: Három elbeszélés a «Téli éjszakák»-ból. Kiadja Radó Antal, Budapest, 1901 (Magyar Könyvtár 211.)

### Önállóan megjelent magyar nyelvű könyvei
- A magyar műfordítás története 1772–1831. Budapest, 1881 (Doktori értekezés. Különnyomat az Egyetemes Philologiai Közlönyből)
- Goldoni és Alfieri. Két tanulmány. Budapest, 1892 (Ism. Magyar Szemle 47. sz.)
- Kis emberek pajtásai. Leutemann Henrik képeivel. Budapest, 1894
- Mindenféle állatképek jóravaló apró népnek. Budapest, 1894
- Czifra képek, mulatságnak. Apró dámák és uracskáknak. Budapest, 1894
- Tarka-barka színek, csengő-pengő rímek. Budapest, 1894
- Az olasz irodalom története I–II. Budapest, 1896 (A Magyar Tudományos Akadémia Könyvkiadó Vállalata. Új Folyam., Ism. 1897. Erdélyi Múzeum, Főv. Lapok 329., Egyet. Philol. Közlöny, Polit. Hetiszemle, M. Hirlap 68., Revue Critique)
- Jó gyermekek mulatsága. Két képes könyv versekkel. Budapest, 1896
- Az ifjabb Michelangelo Buonarroti (Michelangelo Buonarroti il Giovine). A flórenczi Archivio Buonarrotiban levő kiadatlan források alapján. Budapest, 1897. Különnyomat az Egyetemes Philologiai Közlönyből)
- Dalok és történetek. Budapest, 1898 (Ismertette: P. Lloyd 308., Bud. Napló 335., Egyetértés 349., Budapesti Szemle 98. k., 1899. Heti Szemle, Új Idők, Budapesti Hirlap 4., Nemzet 91.)
- Dante élete és munkái. Budapest, 1901 (Magyar Könyvtár 221.)
- Erzsike. Dalmű 1 felvonásban előjátékkal. Zene: Major J. Gyula. Budapest, 1901 (A Magyar Királyi Operaház Könyvtára, Németre ford. Major Béla)
- Rákóczi sírja és egyéb költemények. Budapest, 1903 (Magyar Könyvtár 351.) (Ism. 1903. decz. Magy. Hirlap, Hazánk)
- Idegen szavak szótára. Egyúttal a nálunk használatos idegen nyelvű szólásmódok és szállóigék magyarázata. Budapest, 1904
- Mesék az íróvilágból. Budapest, 1906 (Ism. 1905. Ország-Világ, Vasárn. Ujság, Pesti Hirlap, M. Nemzet, Magyar Szó 239. szám, Függetl. Magyarország 1279. sz.)
- Római ritmusok (Költemények) Budapest, 1906
- Dante. Budapest, 1907
- A fordítás művészete. Budapest, 1909
- A magyar rím. Budapest, 1909
- Magyar Homér-fordításokról. Budapest, 1917 (Különnyomat az Irodalomtörténetből)
- Hullamezők. Romvárosok. Budapest, 1917
- Háborús Strófák. Budapest, 1920 (Magyar Könyvtár 803.)
- Magyar sirámok és egyéb költemények, Budapest, 1925
- Estalkonyi versek, Budapest. 1937 (csak gépírásos levonatokban került a költő barátaihoz)[37]

### Önállóan megjelent idegen nyelvű könyvei
- Der Abgrund. Schauspiel von G. Rovetta. Überzetz. Budapest, 1894

### Kéziratban maradt könyvei
- Donna Juanita, operette 3 felvonásban. Irták Walzel és Genée, zenéje Suppé K., ford. (először adatott elő a népszínházban 1884. szept. 17.)
- Mindennapi történet, dr. 3 felv. Írta C. Costetti, ford. Először a Nemzeti Színházban 1888. máj. 26.)
- Nápoly, felolvasás az Uránia-színház számára 1902. dec.
- Széchy Mária dalműszöveg (a Kisfaludy-Társ. pályázatán dicséretett nyert)
- Vége a szerelemnek! Bracco vígjátéka (előadatott a Vígszínházban)

### Műfordításai
- Goldoni Károly, A hazug. Vígjáték. Olaszból ford. Budapest, 1882 (Olcsó Könyvtár 142., 347–349.)
- Boito Arrigo. Mefistofeles. Opera 4 felvonásban, prologussal és epilogussal. Budapest, 1882 (A Nemzeti Színház Könyvtára 141. Ism. Függetlenség 114., Egyetértés 114., Pesti Hirlap 114.)
- Gioconda, opera 4 felvonásban. Irta Gorria Tóbiás, zen. Poncielli Hamilcan, ford. Budapest, 1883 (A Nemzeti Színház Könyvtára 150.)
- Latin költők. Szemelvények magyar fordításban. Az írókat és művészeket ismertető bezevezetésekkel. Budapest, 1885 (Irodalomtörténeti Anthologia I., Ism. 1885. P. Napló 194., P. Hirlap 190., Budapesti Hirlap 200. Válasz 204., Főv. Lapok 188. sz., 1886. Egyet. Philol. Közlöny, Tanáregyl. Közlönye)
- Olasz költökből. Szemelvények magyar fordításban. Az írókat és műveiket ismertető bevezetésekkel. Budapest, 1886 (Olcsó Könyvtár 198. Ism. Nemzet 343. sz.)
- A czigánybáró, opera, írta Jókai után Schnitzer, ford. a verses részét. Budapest, 1886
- Görög költők (Irodalomtörténeti Anthologia II. Budapest, 1886. Ism. Egyetemes Philologiai Közlöny, Egyetértés 31., P. Napló 29. sz.)
- Petrarca összes szerelmi szonettjei. Ford. és magyarázatokkal ellátta. Kiadja a Kisfaludy-Társulat. Budapest, 1887 (Ugyanaz: Olcsó Könyvtár 216., 541–44. Birálat Kisfaludy-Társaság Évlapjai. Új F. 21. k. Ism. Teza E., Nuova Antologia)
- Az apród. Dramolett 1 felv. Írta Giacosa, ford. Budapest, 1887 (A Nemzeti Színház Könyvtára 159.)
- Versek. Eredetiek. Műfordítások. Budapest, 1887 (Ism. Pesti Hirlap 350., Budapesti Szemle IV. 1888)
- A szív. Írta Edmondo de Amicis. Olaszból ford. Budapest, 1888 (Ism. Sárospataki Lapok 10. sz., Fővárosi Lapok 32., Prot. Közlöny 41., 42. sz. 2. teljes magyar kiadás. Budapest, 1899. Rajzokkal. 3. kiadás. Budapest, 1905)
- A kék harisnyás. Tréfa. Budapest, 1888 (Monologok 12.)
- A kis molnárné c. operett dalai. Budapest, 1888
- Othello, opera 4 felvonásban, szövegét írta Boito Arrigo, zenenéjét szerezte Verdi József, ford. Budapest, 1888
- A Rajna kincse. Opera 4 képben. Írta és zenéjét szerezte Wagner Richard. Ford. Budapest, 1889 (A Magyar Királyi Operaház Könyvtára 33.)
- Siegfried. A Nibelungok trilogiájának második napja. Írta Wagner R. ford. Budapest, 1889 (A Magyar Királyi Operaház Könyvtára 34.)
- Corneille: Cid. Tragédia 5 felv. Ford. Budapest, 1889 (Olcsó Könyvtár 259., 669., 670.)
- Giacomo Leopardi összes lyrai versei, fordította és a költőről szóló tanulmánynyal ellátta. Kiadja a Kisfaludy-Társaság. Budapest, 1890. A költő arcképével (Birálat: Kisfaludy-Társaság Évlapjai Új Folyam XXIV. 1890. 2. kiadás a Remekírók Képes Könyvtárában, Budapest, 1904)
- Azrael, legenda 4 felvonásban. Írta Fontana Ferdinand, ford., zenéje Franchetti Albert. Budapest, 1890 (A Magyar Királyi Operaház Könyvtára 38.)
- Templomos és zsidónő. Opera 3 felvonásban. Szövegét írta Wohlbrück, zenéjét szerezte Marschner Henrik. Ford. Budapest, 1890 (A Magyar Királyi Operaház Könyvtára 37.)
- Idegen Költők Albuma. Műfordítások a XIX. század lyráiból. Mannheimer Gusztáv, Cserépi Árpád és mások eredeti rajzaival. Budapest, 1891 (Ism. Nemzet 349.)
- Fegyverkovács, víg opera 3 felv., zen. Lortzingtól, szövegét ford. Budapest, 1891 (A Magyar Királyi Operaház Könyvtára 40.)
- Parasztbecsület, opera 1 felv. szöv. írták Targioni-Tozzetti és Menasci, zen. Mascagni Péter, ford. Budapest, 1891 (A Magyar Királyi Operaház Könyvtára 39.)
- Az istenek alkonya. «A Nibelung gyűrűje» cz. trilogia harmadik napja. Irta Wagner Richard, ford. Budapest, 1892 (A Magyar Királyi Operaház Könyvtára 45.)
- Euripides: Iphigenia Aulisban. Ford. Budapest, 1892
- Ezeregy éjszaka regéi. A magyar ifjúság számára. Budapest, 1892 (Számos színes képpel. Budapest, 1897 és 1900)
- A jótékony zsémbes, vígjáték 3 felvonásban. Irta Goldoni Károly, ford. és Goldoniról szóló tanulmánynyal bevezette. Budapest, 1892 (Olcsó Könyvtár 306.)
- A bajazzók. Leoncavalli dalműve. Ford. Budapest, 1883
- Defoe: Robinson Crusoe élete és kalandjai. Az eredeti angol kiadás után a magyar ifjúság számára átdolgozta. Számos képpel. Budapest, 1893. és 1903
- Don Quizote de la Mancha. Cervantes után átdolg. Budapest, 1894
- Ariosto Örjöngő Lorántja. Az éposz legértékesebb részei. Ford. Ariostóról szóló tanulmánynyal bevezette és jegyzetekkel ellátta. Kiadja a Kisfaludy-Társaság. Budapest, 1894, két kötet (Ism. Nemzet 63., Főv. Lapok 41., Hazánk 118., M. Szemle, Bud. Szemle 81. k. 1895)
- Manon Lescaut. Opera 4 felv., zen. szerzette Giacomo Puccini, szövegét ford. Budapest, 1894
- A bibliás ember. Zenés színjáték 2 felv. Szöv. és zen. szerzette Kienzl Vilmos, ford. Budapest, 1896
- Firduszi Sahnáméjából. Szijavus. Budapest, 1896 (Ism. Phil. Közl. 1897)
- Corvin Mátyás. Népies opera. Írta Gross K. Ford. Budapest, 1896
- Coppée: A kovácsok sztrájkja és más elbeszélő költemények. Budapest, 1897 (Magyar Könyvtár 4.)
- Olasz elbeszélők tára. Farina, Verga, Serao, De Amicis. Első sorozat. Ford. Budapest, 1897 (Magyar Könyvtár 13.)
- Rovetta Girolamo: A becstelenek. Az olasz állami díjjal jutalmazott színmű 3 felv. Ford. Budapest, 1897 (Magyar Könyvtár 18.)
- Andrée Chénier. Opera 4 képben. Írta Luigi Illica, zen. Umberto Giordano. Ford. Budapest, 1897 (A Magyar Királyi Operaház Könyvtára)
- Bohémek. Opera 4 felvonásban. Szövegét Murger nyomán írta és zen. szerz. Leoncavallo Ruggiero, ford. Budapest, 1897 (A Magyar Királyi Operaház Könyvtára)
- Firduszi Sahnáméjából. Zál és Rudabé. Perzsából ford. Kiadja a Kisfaludy-Társaság. Budapest, 1897 (Ism. Egy. Phil. Közlöny)
- Alfred de Mussetből. Budapest, 1898 (A Kisfaludy-Társaságnál első díjat nyert. Ism. Bud. Napló 335., P. Lloyd 308., Egyetértés 349. Polit. Hetiszemle 1899. A Könyv)
- Barrière és Murger: Bohém-élet. Színmű 5 felv. Ford. Budapest, 1898 (Magyar Könyvtár 29.)
- Cavallotti Felice: Énekek éneke. Dramolett 1 felvonásban. Magyar színre alkalmazta Radó Antal. Budapest, 1898 (Magyar Könyvtár 53.)
- Bracco Róbert: Don Pietro Caruso. Színmű 1 felvonásban. Verga Giovanni: Parasztbecsület. Népszínmű 1 felvonásban. Ford. Budapest, 1898 (Magyar Könyvtár 80.)
- Musset: Simona. Verses elbeszélés. Ford. Budapest, 1898 (A Kisfaludy-Társaság 1897. pályázatán koszorúzott Musset-fordításokból. Különnyomat a M. Hirlap Albumából)
- Boccaccio: Válogatott elbeszélések a Dekameronból. Ford. és bevezetéssel ellátta. Budapest, 1899 (Magyar Könyvtár 96.)
- A hadi fogoly, opera 2 felv. Schlicht után ford., zen. Goldmark Károly, ford. Budapest, 1899 (A Magyar Királyi Operaház Könyvtára)
- A hópehely, víg opera 1 felv., szövegét írta Willner. A. M. Zen. Berté Henrik. Ford. Budapest, 1899 (A Magyar Királyi Operaház Könyvtára)
- Giacosa Giuseppe: Borús szerelem, színmű 3 felv. Budapest, 1899 (Magyar Könyvtár 89.)
- A csempészek, dalmű 2 felv. szövegét írta Carlo Luigi Villa, zen. Bahnert József, ford. Budapest, 1899 (A Magyar Királyi Operaház Könyvtára)
- Két olasz költőnő. Ada Negri. Annie Vivanti. Budapest, 1900 (Magyar Könyvtár 173. Ism. M. Hirlap 154., Vas. Ujság 24., P. Lloyd 153. sz., Nagyvárad 141. sz.)
- Verga Giovanni: A farkas. Drámai jelenetek két felvonásban. Olaszból ford. Budapest, 1900 (Magyar Könyvtár 194.)
- Vergilius Aeneise. Ford. Baróti Szabó Dávid. Kiadták Radó Antal és Tóth Rezső. Budapest, 1901–1902. Három füzet (Magyar Könyvtár 236., 237., 293., 294., 297., 298.)
- Galdós Benito Perez: Elektra, Dráma 5 felvonásban. Spanyolból ford. Budapest, 1902 (Magyar Könyvtár 233., 234.)
- Firdusziból. Feridún és fiai. Kiadja a Kisfaludy-Társaság. Budapest, 1902 (2. kiadás: Magyar Könyvtár 396.)
- Shakspere: Velenczei kalmár. Ford. Budapest, 1903 (Magyar Könyvtár 382–383., 2-dik kiadás: Remekírók képes Könyvtárában, 1903)
- Musset: Miről álmodnak a lányok. Ford. Budapest, 1904
- Leopardi és Musset. Budapest, 1905 (Remekírók Képes Könyvtára)
- Bracco Roberto: Hűtelen! Vígjáték 3 felvonásban. Ford. Budapest, 1904 (Magyar Könyvtár 370.)
- Sámson és Delila. Saint-Saens operája, ford. Budapest, 1904
- Rasi Luigi: A szinész művészete. Ford. és részben átdolgozta. Budapest, 1904 (Magyar Könyvtár 385–387.)
- Leopardi és Musset költeményeiből. Budapest, 1904 (Ism. Vas. Ujság 50. sz.)
- Arden Énok. Opera. Irta Gross K. Ford. Budapest, 1904
- Az alsó révnél. Lirai dráma. Irta Checchi. Ford. Budapest, 1905
- Firdúszi: A Sahnáméból. Budapest, 1905 (Remekírók Képes Könyvtára)
- Angol költőkből. Ford. (Magyar Könyvtár 428. sz.) Budapest, 1905
- Checchi: Az alsó révnél. Budapest, 1905
- Tuskó Matyi kalandjai szárazon és vizen. Collodi "Pinocchió"-ja után; átdolg. Radó Antal. Budapest, 1907
- Puccini Jakab: Bohém élet. Írta: Giacosa G.–Illica L. Ford.: Radó Antal. Budapest, 1911
- D’Annunzio Gabriele: Őszi alkony álma. Tragikus költemény 1 felvonásban. Olaszból fordította Radó Antal. Budapest, é. n. (Magyar Könyvtár 458. sz.)
- Goethe: Clavigo. Szomorújáték 5 felvonásban. Fordította Radó Antal. Budapest, 1908 (Magyar Könyvtár 535. sz.)
- Wilde Oszkár: A readingi fegyház balladája. Fordította Radó Antal. Budapest, 1909 (Magyar Könyvtár 552. sz.)
- Shakespere: III. Rikárd. Ford. Radó Antal. Budapest, 1910 (Magyar Könyvtár 597-598. sz.)
- Musset, Alfred de: Miről álmodnak a lányok. Ford.: Radó Antal. Budapest, é. n. (Magyar Könyvtár 656. sz.)
- Schiller Frigyes: Don Carlos, spanyol infáns. Drámai költemény. Ford.: Radó Antal. Budapest, é. n. (Magyar Könyvtár 714-716. sz.)
- Ariosto: Az őrjöngő Lórántból. Olympia története. Ford.: Radó Antal. Budapest, é. n. (Magyar Könyvtár 734. sz.)
- Schiller Frigyes: Stuart Mária. Szomorújáték. Ford.: Radó Antal. Budapest, é. n. (Magyar Könyvtár 833-835. sz.)
- D’Annunzio: Gioconda. Ford.: Radó Antal. Budapest, é. n. (Magyar Könyvtár 858-860. sz.)
- Marivaux: A szerelem játéka. Vígjáték 3 felvonásban. Ford.: Radó Antal. Budapest, é. n. (Magyar Könyvtár 885-860. sz.)